# Peter Tholse
Peter Tholse (* 6. Oktober 1965 in Katrineholm, Schweden) ist ein ehemaliger schwedischer Volleyballspieler.

## Karriere
Peter Tholse begann mit dem Volleyball im heimischen Nyköping. Später ging er zum Stockholmer Randverein Sollentuna VK, mit dem er dreimal Schwedischer Meister wurde. 1987 wechselte der Mittelblocker in die belgische Liga zu Knack Randstad Roeselare. 1988 kam er in die deutsche Bundesliga und spielte beim Hamburger SV, mit dem er 1989 Deutscher Pokalsieger wurde. In seiner Bundesligazeit war er ständig in den Ranglisten des deutschen Volleyballs vertreten. Danach ging Peter Tholse nach Italien und spielte in Mantua, in Sant’Antioco und in Spoleto.
Peter Tholse spielte 370-mal für die Schwedische Nationalmannschaft. Bei den Olympischen Spielen 1988 in Seoul belegte er Platz sieben. Außerdem nahm er an fünf Europameisterschaften (1985, 1987, 1989, 1991 und 1993) und an zwei Weltmeisterschaften (1990 und 1994) teil.
Peter Tholses Sohn Linus spielt ebenfalls Volleyball.